# Creve Coeur (Illinois)
Creve Coeur és una població dels Estats Units a l'estat d'Illinois. Segons el cens del 2000 tenia 5.448 habitants.

## Demografia
Segons el cens del 2000, Creve Coeur tenia 5.448 habitants, 2.219 habitatges, i 1.488 famílies. La densitat de població era de 518,1 habitants/km².
Dels 2.219 habitatges en un 28,8% hi vivien nens de menys de 18 anys, en un 50,2% hi vivien parelles casades, en un 12,2% dones solteres, i en un 32,9% no eren unitats familiars. En el 27,2% dels habitatges hi vivien persones soles el 9,8% de les quals corresponia a persones de 65 anys o més que vivien soles. El nombre mitjà de persones vivint en cada habitatge era de 2,46 i el nombre mitjà de persones que vivien en cada família era de 2,97.
Per edats la població es repartia de la següent manera: un 24,7% tenia menys de 18 anys, un 8,9% entre 18 i 24, un 30,5% entre 25 i 44, un 22,6% de 45 a 60 i un 13,3% 65 anys o més.
L'edat mediana era de 36 anys. Per cada 100 dones de 18 o més anys hi havia 95,2 homes.
La renda mediana per habitatge era de 36.138 $ i la renda mediana per família de 41.006 $. Els homes tenien una renda mediana de 32.188 $ mentre que les dones 21.302 $. La renda per capita de la població era de 16.712 $. Aproximadament el 4,5% de les famílies i el 7,3% de la població estaven per davall del llindar de pobresa.

## Poblacions properes
El següent diagrama mostra les poblacions més properes.